# 考李留斯·雷恩
考李留斯·雷恩（英語：Cornelius Ryan，1920年6月5日—1974年11月23日），愛爾蘭裔美國籍記者兼作家，主要以受歡迎的軍事歷史為寫作題材，並以其描寫第二次世界大戰的作品——「二次大戰三部曲」而聞名，三部曲分別為：描寫諾曼第登陸的《最長的一日》（1959）、刻畫市場花園行動的《奪橋遺恨》（1974）與描述柏林戰役的《最後一役》（1966）
考李留斯·雷恩於愛爾蘭的都柏林出生成長，1940年前往英國倫敦擔任記者的工作，在隨盟軍前往歐洲時開始報導有關第二次世界大戰的新聞，戰爭結束後也報導了以色列的建立。1947年時雷恩移民至美國並轉而前往時代雜誌工作，1951年歸化為美國公民並在美國度過餘生。

## 童年生活與教育
1920年，雷恩在都柏林出生，爾後就讀愛爾蘭波托貝洛的辛格街基督教兄弟學校，並在哈靈頓街上的聖凱文教堂擔任輔祭男童，也在都柏林的愛爾蘭音樂學院學習小提琴，同時雷恩也是愛爾蘭天主教童子軍第52團的成員，曾於1934年搭乘遊輪蘭開斯特里亞號到羅馬朝聖。

## 職業生涯
1940年雷恩搬到倫敦居住，並於1941年成為每日電訊報的戰地記者，原先報導歐洲上空的空戰，美國參戰後，雷恩與美國陸軍航空軍（USAAF）的第八及第九航空隊參與了一共14次的轟炸任務，爾後雷恩加入了由喬治·巴頓中將（巴頓於1945年4月14日被擢升為上將）所指揮的美國第三軍團並報導其行動直到1945年二戰歐洲戰場告終，接著他轉而前往太平洋戰場並待在那裡直到整場戰爭結束。戰後，雷恩於1946年前往耶路撒冷報導了英國託管巴勒斯坦的結束及以色列的獨立建國。
1947年，雷恩移民到了美國並前往時代雜誌工作，報導了美國戰後於太平洋所執行的核子試爆 ，1948年他於時代雜誌上報導了第一次以阿戰爭 。此外也有其他雜誌如柯利爾和讀者文摘也轉載了其文章。雷恩與小說家凱瑟琳·摩根（1925–1993）結婚。1951年，雷恩歸化為美國公民。
1949年，雷恩在諾曼地旅行時開始對描寫一個比過往任何資料都更為詳盡的大君主行動興起興趣，於是他開始整理資料並進行了超過1000次的訪談，以收集盟軍和德軍士兵的戰爭經歷，而除了士兵以外，也採訪了許多法國地下反抗軍及法國平民。。於是在1956年，雷恩開始寫其二戰三部曲中的第一本——描繪諾曼第登陸的《最長的一日》，並於1959年完成發行，這本書立刻獲得了極大的迴響，書本的電影版權也被賣出，而雷恩也協助了在1962年上映的同名電影的劇本編寫，該電影的製片人達里爾·F·扎奈克則為書本的播映權支付了175,000美元給雷恩。
1956年12月21日，雷恩於柯利爾發表了一篇有關泛美航空的波音377同溫層巡航者成功於海面迫降的事件，隔年，雷恩將此文章擴充成書「One Minute to Ditch! 」
1966年，雷恩出版了描寫柏林戰役的《最後一役》，其中包含了柏林市民、美軍、英軍、蘇軍和德軍等多方面詳細的敘述和視角，以及在1945年的春天，當西方盟軍和蘇軍在爭執由誰來解放柏林及如何瓜分德國領土時，背後令人擔憂的軍事及政治情勢。
1970年，雷恩被診斷出得了前列腺癌，然而，在他與病魔奮鬥的同時他仍努力完成了二戰三部曲的最後一部—《奪橋遺恨》並於1974年出版，此書刻畫了市場花園行動——一場西方盟軍的空降部隊於荷蘭及安恆戰役中的慘痛失敗。此書也於1977年被翻拍成同名電影，遺憾的是，在此書出版後的兩個月，雷恩於推廣書籍的旅途中病逝於曼哈頓，享年54歲，並被埋葬於康乃狄克州的里奇菲爾德北邊的里奇伯里公墓。
在雷恩去世四年後，遺孀凱瑟琳·摩根·雷恩根據考李留斯·雷恩晚年為出版回憶錄而秘密留下的筆記出版了「A Private Battle」(1978)。
多年以來雷恩於出版商西蒙與舒斯特的編輯為受該出版商總編輯邁克爾·科達幫助的彼得·施韋德，而雷恩的作家經紀人則是保羅·吉特林。

## 榮譽
- 法國榮譽軍團勳章
- 雷恩榮獲俄亥俄大學的榮譽文學博士，其論文則被列為「考李留斯·雷恩收藏」並被存放於俄亥俄大學的弗農·羅傑·奧爾登圖書館（英语：Ohio University #Vernon R. Alden Library）。
- 1957年，海外記者俱樂部（英语：Overseas Press Club）創立了「考李留斯·雷恩新聞獎」，表彰在國際議題上傑出的非虛構寫作作者，雷恩曾兩度獲得這項與自己同名的獎項（1959年的《最長的一日》和1974年的《奪橋遺恨》）。